# Oskar Enqvist
Oskar Wilhelm Enqvist (lub Enkeist, ros. Оскар Адольфович Энквист, Oskar Adolfowicz Enkwist, ur. 28 października 1849, zm. 3 marca 1912 w Kronsztadzie) – rosyjski wiceadmirał, uczestnik bitwy cuszimskiej.

## Życiorys
Oskar Enqvist pochodził ze szwedzko-fińskiej rodziny o długiej tradycji służby w rosyjskiej marynarce wojennej. Jego ojciec, Adolf Frederik, zdecydował, że syn będzie kontynuował tę tradycję. W wieku 15 lat wstąpił do Morskiego Korpusu Kadetów, zaś 20 kwietnia 1869 roku został gardemarynem we Flocie Bałtyckiej. Służył między innymi na okręcie „Piotr Wielikij”, korwecie „Bogatyr'”, krążowniku „Kniaź Pożarskij” i korwecie „Wariag”. W czerwcu 1884 roku został starszym oficerem kanonierki „Siwucz”, w 1888 roku pełnił taką samą funkcję na nowo zwodowanym krążowniku „Pamiat´ Azowa”.
W latach 1890–1891 uczestniczył w rejsie na Daleki Wschód, gdzie pozostał później jako dowódca kanonierki „Bobr”, prowadzącej prace hydrograficzne u wybrzeży Korei. 6 grudnia 1894 roku awansował do stopnia kapitana 1. rangi (komandora). W lipcu 1895 roku został dowódcą krążownika „Gierzog Edinburgskij". Dwa lata później powrócił do Floty Bałtyckiej. W 1900 roku został komendantem bazy floty w Kronsztadzie, 6 grudnia 1901 roku awansował do stopnia kontradmirała. Rok później został komendantem portu i naczelnikiem miasta Mikołajowa.
26 kwietnia 1904 roku, podczas wojny rosyjsko-japońskiej, objął, przy protekcji ze strony swego kuzyna, Fiodora Awelana, stanowisko młodszego flagmana Drugiej Eskadry Pacyfiku. Otrzymał komendę nad zespołem krążowników. W czasie rejsu na Daleki Wschód, podczas incydentu hullskiego, jego krążowniki, w tym „Aurora”, ucierpiały od ognia własnych pancerników. W bitwie pod Cuszimą, po dziennej fazie boju, wyprowadził z akwenu starcia ocalałe krążowniki: flagowego „Olega”, „Aurorę” i „Żemczuga”, porzucając na pastwę Japończyków powierzone mu transportowce i pozostawiając bez osłony główne siły Eskadry. Pożeglował na południe i zawinął do Manili, gdzie jego okręty zostały internowane i zwolnione dopiero po zakończeniu wojny.
Po powrocie do Rosji, 13 marca 1906 roku został mianowany dowódcą Floty Bałtyckiej, ale krytykowany za swoje postępowanie podczas bitwy cuszimskiej i porzucenie floty, został przeniesiony w stan spoczynku 19 listopada 1907 roku, w stopniu wiceadmirała. Zamieszkał w Kronsztadzie, gdzie zmarł w 1912 roku.